# Origen del agua en la Tierra

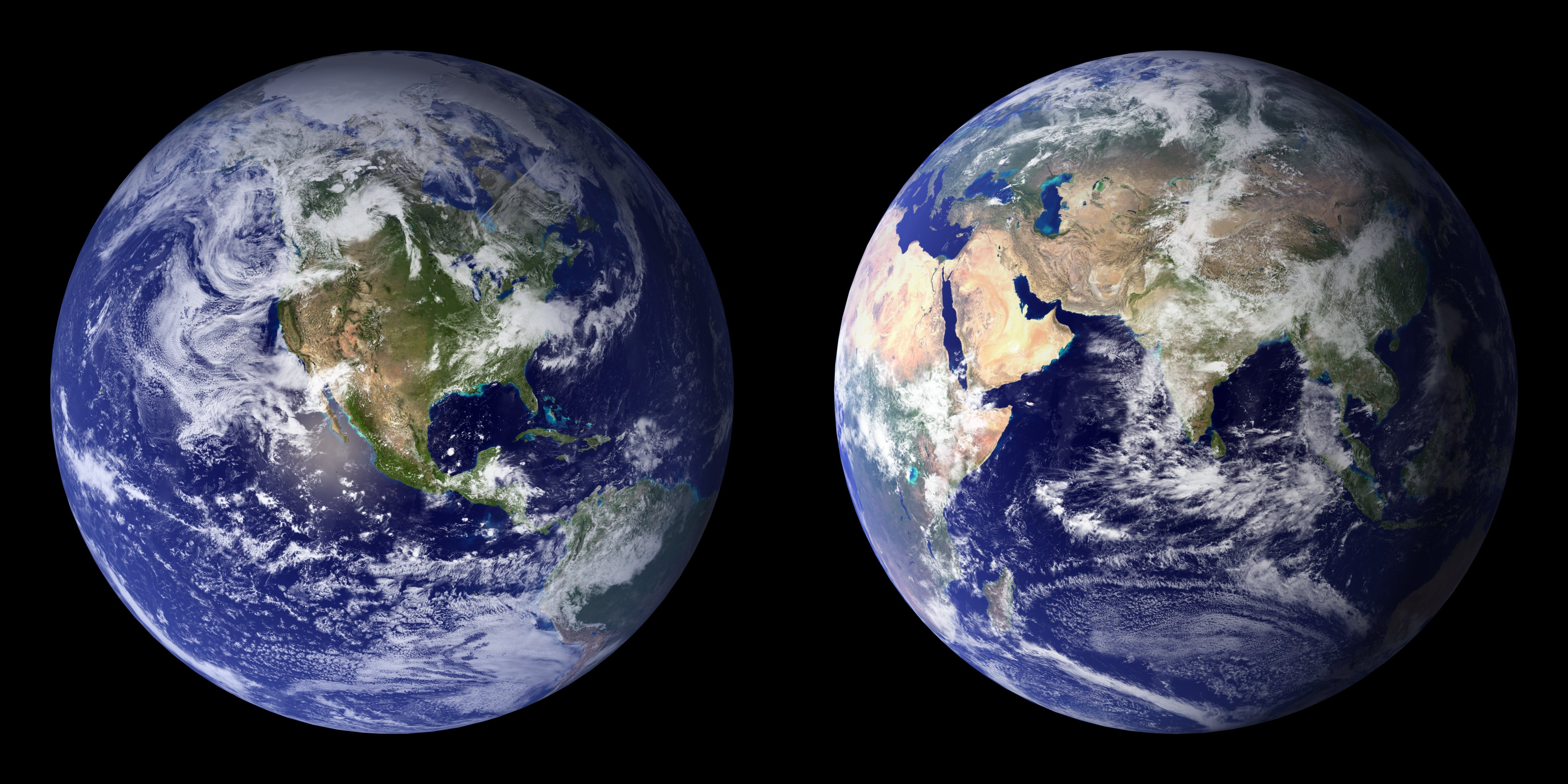
El agua cubre aproximadamente el 71% de la superficie terrestre

El origen del agua en la Tierra es objeto de una serie de investigaciones en los campos de la ciencia planetaria, la astronomía y la astrobiología. La Tierra es singular entre los planetas rocosos del sistema solar por ser el único, que se sepa, en tener océanos de agua líquida en su superficie. El agua líquida —esencial para la vida tal como se conoce— continúa existiendo en la superficie de la Tierra porque el planeta está a una distancia lo suficientemente alejada del Sol para que no pierda su agua por el efecto invernadero desbocado, y al mismo tiempo no tan alejada como para que las bajas temperaturas causen la congelación de toda el agua del planeta. Esta distancia es conocida como la zona de habitabilidad del sistema solar.
Durante mucho tiempo se pensó que el agua de la Tierra no se había originado en la región que originó el planeta en el disco protoplanetario. Se planteaba la hipótesis de que el agua y otros volátiles debían haber llegado a la Tierra desde el sistema solar exterior en algún momento posterior de su historia. Sin embargo, investigaciones recientes indican que el hidrógeno de dentro de la Tierra jugó un papel en la formación del océano. Las dos ideas no son mutuamente excluyentes, ya que también hay evidencia de que el agua llegó a la Tierra por impactos de planetesimales helados de composición similar a la de los asteroides en los bordes exteriores del cinturón de asteroides.

## Historia del agua sobre la Tierra
Un factor para estimar cuándo apareció el agua en la Tierra es que el agua se pierde continuamente en el espacio. Las moléculas de H
2O en la atmósfera se rompen por fotólisis, y los átomos de hidrógeno libres resultantes a veces pueden escapar de la atracción gravitacional de la Tierra (ver: Escape atmosférico). Cuando la Tierra era más joven y menos masiva, el agua se habría perdido en el espacio con mayor facilidad. Se suponía que los elementos más ligeros como el hidrógeno y el helio se escapaban de la atmósfera continuamente, pero las proporciones isotópicas de los gases nobles más pesados en la atmósfera moderna sugieren que incluso los elementos más pesados en la atmósfera primitiva estuvieron sujetos a pérdidas significativas. En particular, el xenón es útil para calcular la pérdida de agua a lo largo del tiempo. No solo es un gas noble (y, por lo tanto, no se elimina de la atmósfera a través de reacciones químicas con otros elementos), sino que las comparaciones entre las abundancias de sus nueve isótopos estables en la atmósfera moderna revelan que la Tierra perdió al menos un océano de agua a principios de su historia, entre las eras Hadeana y Arcaica.
Cualquier agua sobre la Tierra durante la última parte de su acreción habría sido interrumpida por el impacto de formación de la Luna (hace unos 4500 millones de años), que probablemente vaporizó gran parte de la corteza terrestre y del manto superior y creó una atmósfera de vapor de roca alrededor del joven planeta. El vapor de roca se habría condensado en dos mil años, dejando atrás volátiles calientes que probablemente resultaron en una atmósfera mayoritariamente de dióxido de carbono con hidrógeno y vapor de agua. Posteriormente, pueden haber existido océanos de agua líquida a pesar de la temperatura superficial de 230 °C, debido al aumento de la presión atmosférica en una pesada atmósfera gaseosa de CO
2. Mientras continuaba el enfriamiento, la mayor parte del CO
2 se eliminó de la atmósfera por subducción y disolución en el agua del océano, pero los niveles variaron enormemente a medida que aparecían nuevos ciclos de superficie y manto.

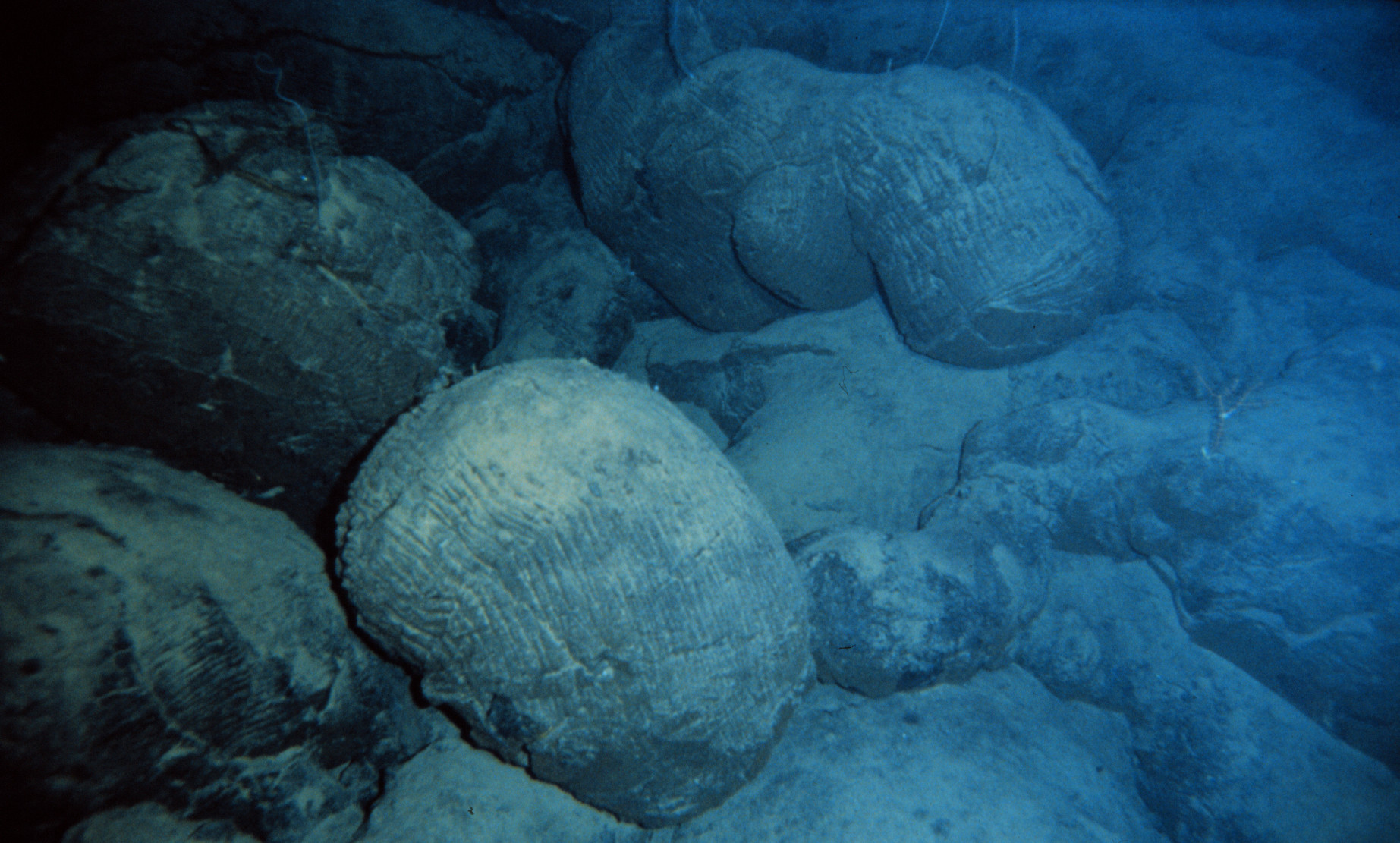
Esta almohadilla de basalto en el lecho marino cerca de Hawái se formó cuando el magma se extruyó bajo el agua. Otras formaciones de almohadillas basálticas mucho más antiguas proporcionan evidencia de grandes masas de agua hace mucho tiempo en la historia de la Tierra.

También hay evidencias geológicas que ayudan a limitar el marco de tiempo para que el agua líquida existiese en la Tierra. Una muestra de almohadillado basáltico (un tipo de roca formada durante una erupción submarina) se recuperó del cinturón de rocas verdes de Isua y proporciona evidencia de que existía agua en la Tierra hace 3800 millones de años. En el cinturón de rocas verdes de Nuvvuagittuq, en Quebec, Canadá, rocas fechadas en 3800 Ma por un estudio, y en 4280 Ma por otro, muestran evidencia de la presencia de agua en esas edades. Si existieron océanos antes de esto, aún no se ha descubierto ninguna evidencia geológica o bien desde entonces ha sido destruida por procesos geológicos como el reciclaje de la corteza. En agosto de 2020, investigadores informaron que sería posible que siempre hubiera habido suficiente agua en la Tierra para llenar los océanos desde el comienzo de la formación del planeta.
A diferencia de las rocas, los minerales llamados circones son muy resistentes a la intemperie y a los procesos geológicos, por lo que se utilizan para comprender las condiciones en la Tierra primitiva. La evidencia mineralógica de los circones ha demostrado que debe haber existido agua líquida y una atmósfera hace 4404 ± 8 Ma, muy poco después de la formación de la Tierra. Esto presenta una especie de paradoja, ya que la hipótesis de la Tierra Joven Fría (Cool Early Earth) sugiere que las temperaturas eran lo suficientemente frías como para congelar el agua hace entre 4400 y 4000 Ma. Otros estudios de circones encontrados en la roca hadeana australiana apuntan a la existencia de tectónica de placas ya hace 4000 millones de años. Si fuera cierto, eso implicaría que en lugar de una superficie caliente y fundida y una atmósfera llena de dióxido de carbono, la superficie de la Tierra primitiva era muy parecida a la actual. La acción de la tectónica de placas atraparía grandes cantidades de CO
2, lo que reduciría los efectos de invernadero y conduciría a una temperatura de la superficie mucho más fría y a la formación de roca sólida y agua líquida.

## Inventario del agua de la Tierra
Si bien la mayor parte de la superficie de la Tierra está cubierta por océanos, esos océanos constituyen solo una pequeña fracción de la masa del planeta. La masa de los océanos de la Tierra se estima en 1,37×1021 kg, que es el 0,023% de la masa total de la Tierra, 6,0×1024 kg. Se estima que existen 5,0×1020 kg de agua adicionales en el hielo, lagos, ríos, aguas subterráneas y vapor de agua atmosférico. También se almacena una cantidad significativa de agua en la corteza, el manto y el núcleo de la Tierra. A diferencia del H
2O molecular que se encuentra en la superficie, el agua en el interior existe principalmente en minerales hidratados o como trazas de hidrógeno enlazado a átomos de oxígeno en minerales anhidros. Los silicatos hidratados en la superficie transportan agua al manto en los límites de las placas convergentes, donde la corteza oceánica se subduce debajo de la corteza continental. Si bien es difícil estimar el contenido total de agua del manto debido a las muestras limitadas, aproximadamente tres veces la masa de los océanos de la Tierra podría almacenarse allí. De manera similar, el núcleo de la Tierra podría contener de cuatro a cinco océanos de hidrógeno.

## Hipótesis sobre los orígenes del agua de la Tierra

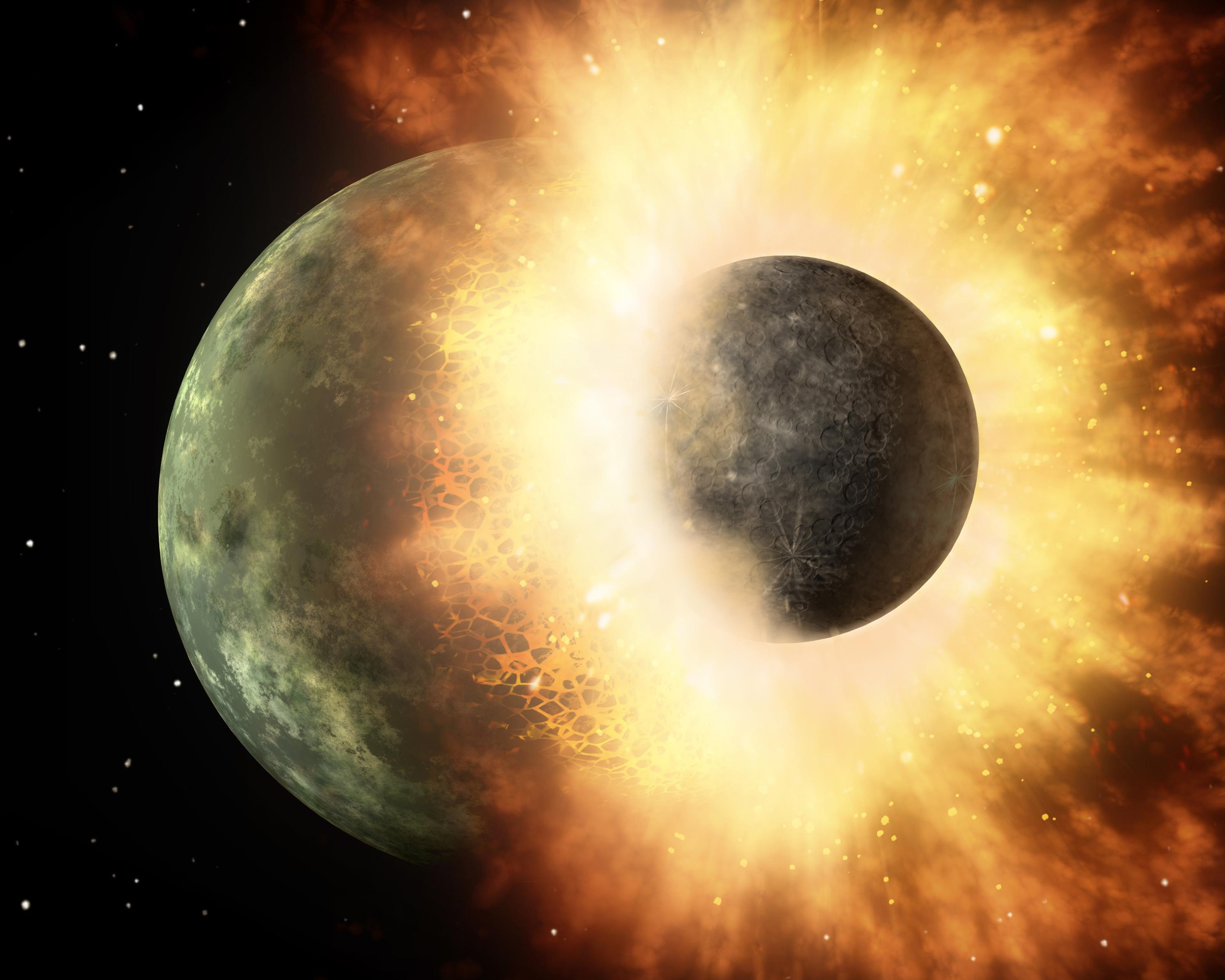
Del 70 al 95% del agua de la Tierra dataría de antes de la formación de la Luna, resultante del impacto de Theia sobre la Tierra. Este impacto habría resultado en la volatilización de parte del agua ya formada pero la mayoría habría quedado condensada, lo que implicaría que solo del 5 al 30% del agua de la Tierra proviene de un aporte extraterrestre (cometas y meteoritos) posterior.

Se han considerado a lo largo del tiempo varios tipos de hipótesis, más o menos mutuamente compatibles, acerca de cómo el agua se pudo haber acumulado en la superficie terrestre en el transcurso de 4,6 millones de años, presente principalmente en sus océanos (donde lo ha estado durante miles de millones de años). Incluso hoy en día, los científicos no son unánimes sobre el origen de esa agua, con evidencias que amparan que el agua es de procedencia extraplanetaria y otras de que podría aparecer por los sucesos acaecidos en su historia, e incluso de ambos orígenes parcialmente. Los océanos se habrían individualizado hace 4400 millones de años. El estudio de circonitas muy antiguas muestra que estuvieron en contacto con agua líquida, es decir que existía agua líquida en la superficie de la Tierra joven hace 4404±8 Ma. Estos estudios destacan la presencia de una hidrosfera joven pero también la existencia de un ambiente caracterizado por temperaturas que permitirían la existencia de agua líquida (teoría de la «Tierra temprana fría»). Algunos estudios sobre muestras de rocas lunares y terrestres concluyen que las entradas externas de agua, y en particular por el impacto de Theia, estarían limitadas a entre un 5 y un 30%, aunque otros consideran que la mayor parte del agua provendría de ese impacto.
El agua tiene una temperatura de condensación mucho más baja que otros materiales que componen los planetas terrestres del sistema solar, como el hierro y los silicatos. La región del disco protoplanetario más cercana al Sol estaba muy caliente al principio de la historia del sistema solar, y no es factible que se condensaran océanos de agua con la Tierra cuando se formó. Más lejos del Sol joven, donde las temperaturas eran más frías, el agua podría condensarse y formar planetesimales helados. El límite de la región donde se pudo formar el hielo en los inicios del sistema solar se conoce como línea de congelamiento (o línea de nieve) y se encuentra en el cinturón de asteroides moderno, aproximadamente entre 2,7 y 3,1 unidades astronómicas (UA) del Sol. Por lo tanto, sería necesario que los objetos que se formaron más allá de la línea de congelación, como los cometas, los objetos transneptunianos y los meteoroides (protoplanetas) ricos en agua, liberasen esa agua en la Tierra. Sin embargo, el momento de esa entrega aún está en duda.

### Agua presente desde la formación de la Tierra
Una hipótesis afirma que la Tierra acreció (creció gradualmente) por acumulación de planetesimales helados hace unos 4500 millones de años, cuando tenía entre el 60 y el 90% de su tamaño actual. En ese escenario, la Tierra pudo retener el agua de alguna forma durante los eventos de acreción e impacto mayor. Esta hipótesis está respaldada por similitudes en la abundancia y las proporciones de los isótopos de agua entre los meteoritos de condrita carbonosa más antiguos conocidos y los meteoritos de Vesta, los cuales se originan en el cinturón de asteroides del sistema solar. También está respaldado por estudios de las proporciones de isótopos de osmio, que sugieren que una cantidad considerable de agua estaba contenida en el material que la Tierra acumuló desde el principio. Las mediciones de la composición química de las muestras lunares recolectadas por las misiones Apolo 15 y Apolo 17 apoyan aún más esto, e indican que el agua ya estaba presente en la Tierra antes de que se formara la Luna.
Un problema con esta hipótesis es que las proporciones de isótopos de gases nobles de la atmósfera de la Tierra son diferentes de las de su manto, lo que sugiere que se debieron formar a partir de diferentes fuentes. Para explicar esta observación, se ha propuesto una teoría llamada «revestimiento tardío» (late veneer), según la cual el agua se entregó mucho más tarde en la historia de la Tierra, después del impacto de la formación de la Luna. Sin embargo, la comprensión actual de la formación de la Tierra permite que menos del 1% del material de la Tierra se acumulase después de la formación de la Luna, lo que implicaría que el material acumulado más tarde debería haber sido muy rico en agua.
El agua también podría provenir directamente de la nebulosa protosolar, luego haber sido almacenada en el interior durante la formación del planeta y luego liberada por desgasificación de los magmas (que contienen agua unida a los silicatos de minerales hidratados y de gases atrapados, incluidos hidrógeno y oxígeno). Desde 2014, se ha apuntado principalmente a un área de rocas formada principalmente por ringwoodita, a entre 525 y 660 km de profundidad, que podría contener varias veces el volumen de los océanos actuales.

### Enfriamiento planetario
El enfriamiento del mundo primordial, en el transcurso del eón Hádico, habría ocurrido hasta el punto de que se desgasificaron los componentes volátiles de una atmósfera dotada de presión suficiente para la estabilización y retención del agua en estado líquido.

### Actividad volcánica
Asimismo, el agua terrestre habría podido provenir como consecuencia de procesos de vulcanismo: vapor de agua expulsado durante erupciones volcánicas posteriormente condensado y creador de lluvia.

### Actividad orgánica
El origen de una porción del agua terrestre habría podido ser bioquímico, durante la Gran Oxidación, mediante reacciones redox y fotosíntesis.
En 1931, Cornelius Bernardus van Niel descubrió que bacterias quimiótrofas dependientes de sulfuros (bacterias púrpuras del azufre) fijan carbono y sintetizan agua como subproducto de un medio fotosintético usando ácido sulfhídrico y dióxido de carbono según la reacción:

## Análisis geoquímico del agua en el sistema solar

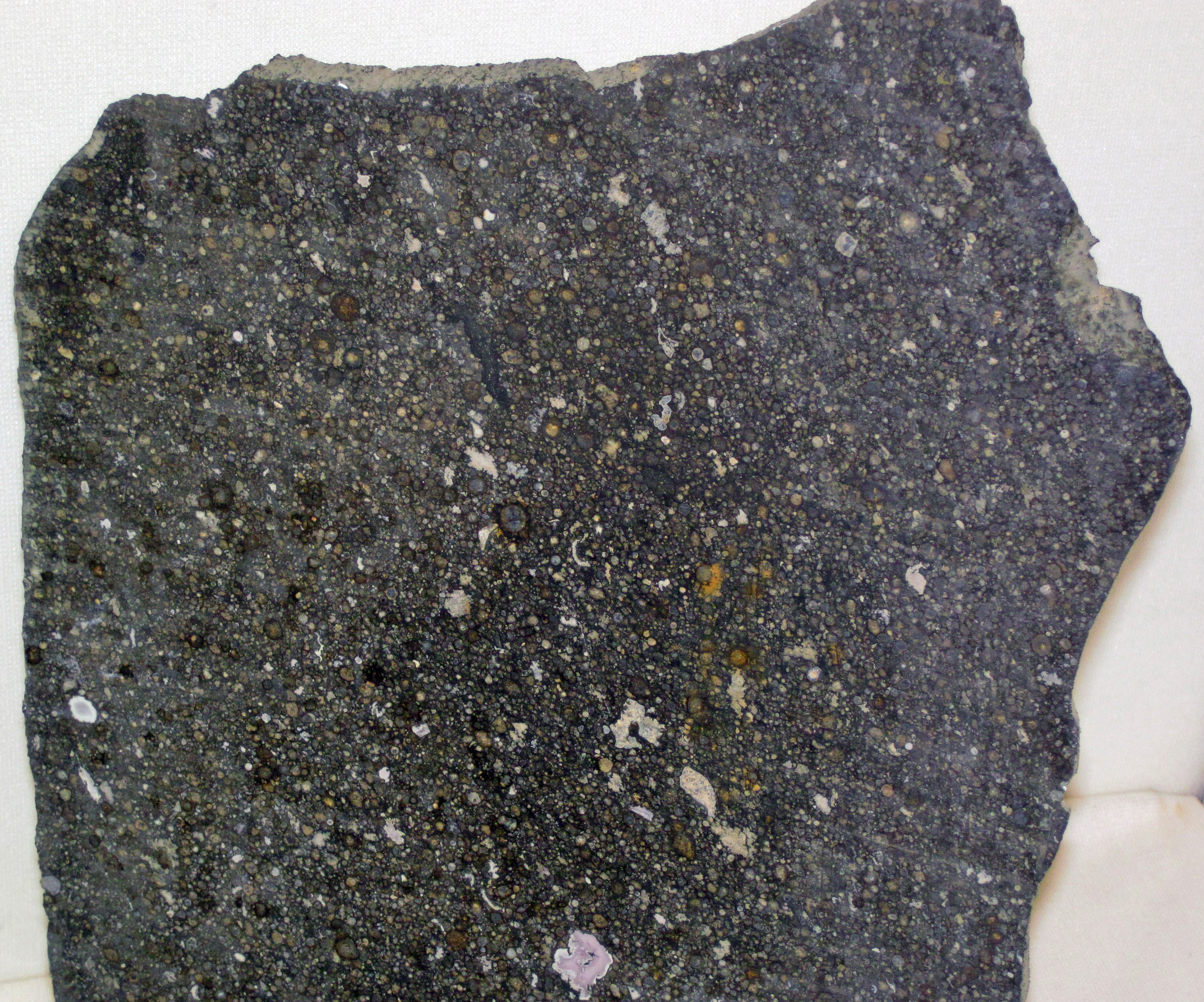
Las condritas carbonáceas como el meteorito Allende (arriba) probablemente entregaron gran parte del agua de la Tierra, como muestran sus similitudes isotópicas con el agua del océano.

### Asteroides

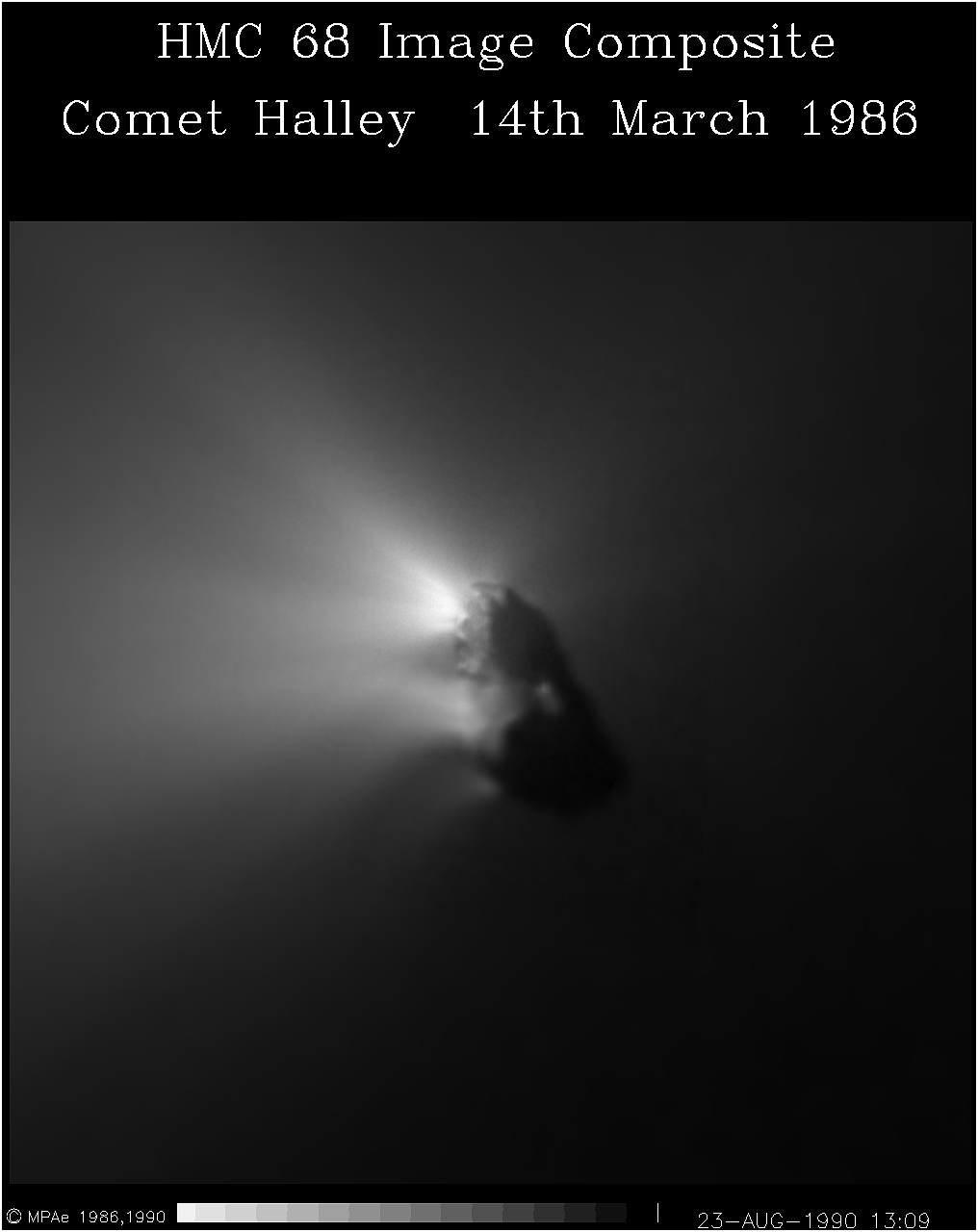
El cometa Halley según la imagen de la sonda Giotto de la Agencia Espacial Europea en 1986. Giotto voló por el cometa Halley y analizó los niveles isotópicos de hielo sublimando desde la superficie del cometa utilizando un espectrómetro de masas.